# Elezioni parlamentari in Bhutan del 2023-2024
Le elezioni parlamentari in Bhutan del 2023-2024 si sono svolte il 30 novembre 2023 (I turno) e il 9 gennaio 2024 (II turno), per il rinnovo dell'Assemblea nazionale, la camera bassa del parlamento del paese.
Esse hanno visto, dopo già un’iniziale qualificazione già al primo turno come prima formazione politica, la schiacciante vittoria del Partito Democratico Popolare (PDP), raggiunta con l’ottenimento di ben 2/3 dei seggi disponibili (30 su 47). A seguito, dunque, della vittoria del PDP, il re del Bhutan Jigme Wangchuck ha conferito un secondo mandato da Primo ministro al leader Tshering Tobgay.

## Sistema elettorale
Per l’elezione dei 47 membri dell'Assemblea nazionale, la legge elettorale bhutanese prevede un sistema unico al mondo: basandosi, nello specifico, su una formula maggioritaria a doppio turno, esso determina l’instaurazione di un fattuale bipartitismo parlamentare (che tuttavia, di elezione in elezione, può essere costituito da diverse formazioni) in virtù del fatto che, nell’iniziale votazione, gli elettori determinano una preferenza per i soli partiti politici che saranno poi eleggibili al secondo turno (in modo simile a delle elezioni primarie). 
Difatti, tra quest’ultimi, potranno passare all’ulteriore turno elettivo (che vede effettivamente la competizione tra i candidati, sebbene questi fossero già presenti al primo turno) solo le prime due formazioni politiche, che andranno quindi ad occupare gli scranni in un’elezione de facto maggioritaria secca.
Infine, ulteriore peculiarità del sistema è la possibilità di schierare gli stessi o nuovi candidati tra i due turni di votazione.

## Risultati
| Liste                                       | I turno | I turno | II turno | II turno | Seggi |
| Liste                                       | Voti    | %       | Voti     | %        | Seggi |
| ------------------------------------------- | ------- | ------- | -------- | -------- | ----- |
| Partito Democratico Popolare (PDP)          | 133.217 | 42,54   | 179.652  | 54,99    | 30    |
| Bhutan Tendrel Tshogpa (BTT)                | 61.331  | 19,58   | 147.023  | 45,01    | 17    |
| Partito della Pace e della Prosperità (DTP) | 46.694  | 14,91   | —        | —        | —     |
| Partito Unito (DNT)                         | 41.106  | 13,13   | —        | —        | —     |
| Druk Thuendrel Tshogpa (DTT)                | 30.814  | 9,84    | —        | —        | —     |
| Totale                                      | 313.162 | 63,00   | 326.775  | 65,60    | 47    |
| Elettori                                    | 497.058 | 100     | 498.135  | 100      |       |

| Riepilogo dei seggi | Riepilogo dei seggi | Riepilogo dei seggi | Riepilogo dei seggi | Riepilogo dei seggi | Riepilogo dei seggi | Riepilogo dei seggi |
| ------------------- | ------------------- | ------------------- | ------------------- | ------------------- | ------------------- | ------------------- |
|                     |                     |                     |                     |                     |                     |                     |
| DNT                 | 0                   | ▼ 30                |                     | PDP                 | 30                  | ▲ 30                |
| BTT                 | 17                  | ▲ 17                |                     | DTP                 | 0                   | ▼ 17                |